# Sa Serra
Sa Serra és una possessió del terme de Campos, Mallorca. El 1577, pertanyia al senyor Jeroni de Sant Joan, donzell, i abans, fou del ciutadà Bernat Mercer. Tenia cases i era dedicada a vinya i a conreu de cereals. El 1640, era de l'honor Joan Nicolau “de sa Serra” i era també denominada Son Nicolau de sa Serra. Confrontava amb Son Oliver de sa Serra, Son Rosselló i Son Salom. Era dedicada a conreu de cereals i a ramaderia ovina. El 1706 pertanyia al senyor Antoni de Pueyo. L'antiga possessió actualment està dividida en dues possessions, Son Nicolau i sa Serra.

## Construccions
Les cases de la possessió formen un conjunt d'edificis configurats al voltant d'una clastra oberta no emmacada, modernament rehabilitada. El bloc central es correspon a les cases principals. Compta amb dues plantes d'alçat, amb un portal forà rodó, amb marc emblanquinat. Al damunt s'obren dues finestres amb ampit. En el bloc de l'esquerre s'ubiquen les dependències agrícoles, a les quals s'accedeixen a través d'un portal d'arc rebaixat. L'estança es divideix en dues crugies, separades per uns arcs alçats a gran altària. A la part de la dreta, una escala exterior puja fins a la pallissa. També hom hi troba un safareig.